# Levina
Levina (* 1. Mai 1991 in Bonn als Isabella Levina Lueen) ist eine deutsche Sängerin, Songwriterin und Moderatorin. Sie vertrat Deutschland beim Eurovision Song Contest 2017 in Kiew mit dem Song Perfect Life.

## Leben und Karriere

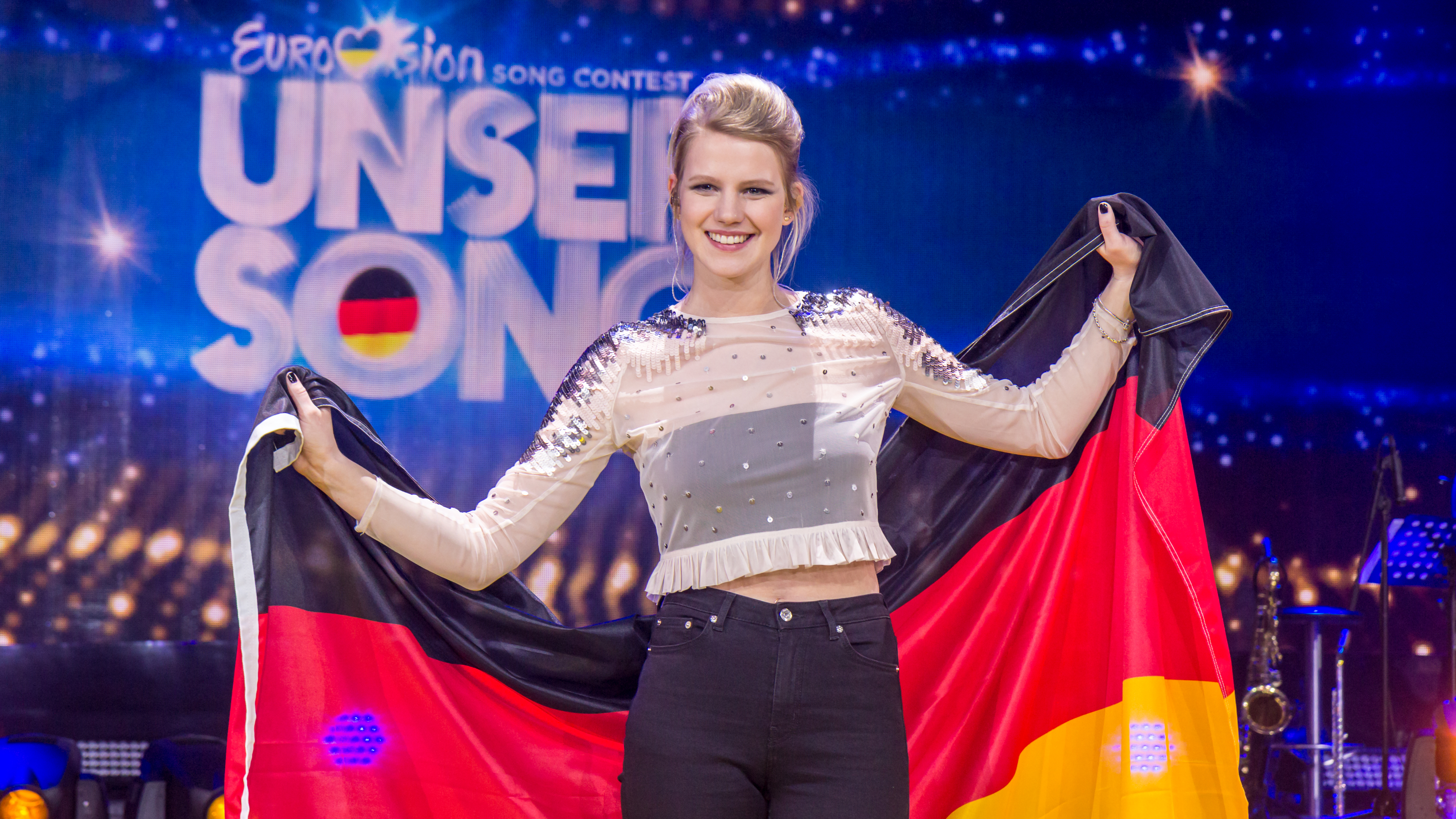
Levina mit Deutschlandfahne am Ende der Sendung Unser Song 2017

Sie wurde am 1. Mai 1991 als Isabella Levina Lueen in Bonn geboren und wuchs in Chemnitz auf. Dort besuchte sie zunächst das Dr.-Wilhelm-André-Gymnasium und legte später im englischen Cambridge das International Baccalaureate ab. Sie studierte Gesang und Komposition an der Londoner Tech Music School (TMS) und absolvierte ihren Bachelor am King’s College London. Sie lebt in Berlin und London, wo sie Musikmanagement studiert. Im Alter von neun Jahren begann sie mit Klavier- und Gesangsunterricht, 2001 gewann sie einen Preis bei Jugend musiziert. Mit einer Eigenkomposition siegte sie 2006 beim Schülerwettbewerb des Sächsischen Landtags und erhielt später mehrere Auszeichnungen am Londoner King’s College, wo sie Frontfrau der Band Miss Terry Blue war.
Im Februar 2017 nahm sie an Unser Song 2017, der deutschen Vorentscheidung zum Eurovision Song Contest 2017 in Kiew teil, und setzte sich gegen vier Kandidaten durch. Im April 2017 übernahm sie die Moderation von PopXport, dem Musikmagazin der Deutschen Welle. Ebenfalls im April 2017 erschien ihr Debütalbum Unexpected. Am 13. Mai erreichte sie beim ESC-Finale mit sechs Punkten den 25. und vorletzten Platz vor Spanien.
Im Oktober 2020 veröffentlichte sie nach längerer Pause die Single Lows. Es folgten weitere Singles sowie im November 2021 das Album Thinking in the Dark. Im August 2022 kehrte sie aufgrund eines Trademark-Konflikts zu ihrem vorherigen Künstlernamen Levina zurück.

## Diskografie
Alben
- 2017: Unexpected (Unser Song Records)
- 2021: Thinking in the Dark

EPs
- 2015: Bedroom Records (Far Away / How to Dance / The Night)
- 2017: Perfect Life (Wildfire / Perfect Life / Wildfire (Instrumental) / Perfect Life (Instrumental))

Singles
- 2016: Divided
- 2017: Perfect Life / Wildfire
- 2017: Stop Right There / Stop Right There (Live & Acoustic)
- 2020: Lows
- 2020: Made Up My Mind
- 2021: Apocalypse
- 2021: That Song (feat. Zach Said)
- 2021: Silence
- 2022: Danger